# Audre Lorde
Audre Lorde (născută Audrey Geraldine Lorde; n. 18 februarie 1934, New York City, New York, SUA – d. 17 noiembrie 1992, Saint Croix, Insulele Virgine Americane, United States Virgin Islands, SUA) a fost o scriitoare americană, feministă, bibliotecară și activistă pentru drepturile civile. Ea s-a auto-descris „neagră, lesbiană, mamă, războinică, poetă”, care „și-a dedicat atât viața, cât și talentul ei creativ pentru a confrunta și a aborda nedreptățile legate de rasism, sexism, și homofobie.” A militat pentru drepturile civile ale populației de culoare, pentru promovarea feminismului și împotriva discriminării minorităților sexuale.
Ca poetă, este cunoscută în special pentru măiestria tehnică și expresia emoțională, precum și pentru poeziile sale care exprimă furia și indignarea față de nedreptățile civile și sociale pe care le-a observat de-a lungul vieții. 

## Viață și personalitate
A provenit dintr-o familie de imigranți din Barbados și Carriacou.
Deși a avut probleme cu vederea (miopie avansată, aproape de orbire) reușește să parcurgă studiile elementare, urmate de Hunter College High School, un colegiu pentru copii supradotați.
Își finanțează studiile activând sub diverse ocupații ca: muncitor în fabrică, colaborator la diverse publicații, tehnician radiolog, asistent social etc.
Mama lui Lorde era de origine mixtă, dar putea „trece” drept „spaniolă”, ceea ce era o sursă de mândrie pentru familia ei. Tatăl lui Lorde era mai întunecat decât îi plăcea familiei Belmar și au permis cuplului să se căsătorească doar datorită farmecului, ambiției și persistenței lui Byron Lorde. Familia s-a stabilit în Harlem. Miop până la punctul de a fi oarbă din punct de vedere legal și cea mai mică dintre cele trei fiice (cele două surori ale ei mai mari se numeau Phyllis și Helen), Lorde a crescut auzind poveștile mamei sale despre Indiile de Vest. La vârsta de patru ani, a învățat să vorbească în timp ce ea a învățat să citească, iar mama ei a învățat-o să scrie cam în același timp. Ea a scris prima poezie când era în clasa a opta. În copilărie, Lorde s-a luptat cu comunicarea și a ajuns să aprecieze puterea poeziei ca formă de exprimare, de fapt, ea adesea ăși descrie gândurile ca fiind o poezie. Lorde, crescută în spațiul religiei catolice, a urmat școlile parohiale înainte de a trece la Hunter College High School, o școală secundară pentru studenți cu talent intelectual, în acest interval publicându-și prima poezie în cadrul revistei Seventeen Lorde a absolvit Hunter College High School în 1951.

## Carieră

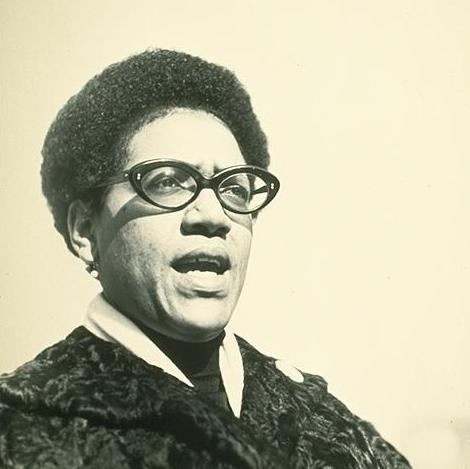
Audre Lorde. Fotografie de Elsa Dorfman.

În 1954, ea a petrecut un an determinant pentru următoarea etapă din cariera sa, ca studentă la Universitatea Națională din Mexic, o perioadă pe care a descris-o ca fiind o perioadă de afirmare și reînnoire. În acest timp, ea și-a confirmat identitatea la nivel personal și artistic, atât ca lesbiană, cât și ca poetă.  La întoarcerea ei la New York, Lorde a urmat Hunter College și a absolvit  în 1959. Pe când studia acolo, Lorde a lucrat ca bibliotecară, a continuat să scrie și a devenit un activistă pentru drepturile persoanelor homosexuale din Greenwich Village. Și-a continuat studiile la Universitatea Columbia, obținând o diplomă de master în biblioteconomie în 1961. Lucrează o perioadă ca bibliotecar la Mount Vernon, New York. 

## Audre Lorde și problematica feminismului
Lorde este cunoscută ca fiind o adeptă a criticismului în ceea ce privește mișcarea feministelor din anii 1960. Critica acesteia are la bază probleme de rasă, clasă, vârstă, gen și sexualitate. În mod similar, autoarea și poetul Alice Walker a inventat termenul „feministă” în încercarea de oferi o separație în ceea ce privește  experiența femeilor negre și a femeilor minoritare cu această mișcare numită „feminism”. În timp ce „feminismul” este definit ca „o colecție de mișcări și ideologii care împărtășesc un scop comun: definirea, stabilirea și atingerea drepturilor politice, economice, culturale, personale și sociale egale pentru femei” prin impunerea opoziției simpliste între „bărbați” și „femei”, teoreticienii și activiștii din anii 1960 și 1970 au neglijat de obicei diferența majoră cauzată de factori precum rasa și genul dintre diferitele grupuri sociale și modul în care acestea influențează într-o notă majoră experiența unui grup cu privire la o anumită mișcare, în cazul de față mișcarea feministă. 

## Lucrări
- Primele orașe, New York: Poets Press,1968
- Cables to Rage , Londra: Paul Breman, 1970
- Dintr-un Țară în care trăiesc alți oameni . Detroit: Broadside Press, 1973 .
- New York Head Shop și Muzeul . Detroit: Broadside Press, 1974 .
- Cărbune . New York: Norton, 1976 .
- Între sinele nostru . Point Reyes, CA: Edițiile Eidolon, 1976 .
- UNICORNUL NEGRU . New York: Norton, 1978.
- Poezii alese: vechi și noi . New York: Norton, 1982.